# Livonská gubernie

Livonská gubernie na mapě Ruského impéria roku 1914

Livonská gubernie či Livlandská gubernie (rusky: Лифляндская губерния) byla gubernií Ruské říše, která vznikla roku 1796 a zanikla po podepsání brestlitevské mírové smlouvy roku 1918. Hlavním městem byla Riga. Roku 1897 měla gubernie 1 299 365 obyvatel. Na jejím území po roce 1918 vznikly nezávislé státy Lotyšsko a Estonsko. Území, původně Švédské Livonsko, se dostalo pod kontrolu Ruska po severní válce roku 1713. Švédsko formálně postoupilo Švédské Livonsko Rusku v roce 1721 Nystadskou smlouvou. Nejprve zde vznikla Rižská gubernie. Roku 1783 ji nahradilo Rižské místodržitelství. Po třetím dělení Polska (1795) došlo ke správní reformě a vznikla Livonská gubernie.
Až do konce 19. století se gubernie neřídila ruskými zákony, ale byla spravována autonomně místní německou pobaltskou šlechtou prostřednictvím feudálního zemského sněmu (Liefländischer Landtag). Němečtí šlechtici trvali na zachování svých výsad a používání německého jazyka. V roce 1816 byli nevolníci z Livonska osvobozeni carem Alexandrem I., jako první v Ruské říši. Byla to předzvěst Alexandrových reformních plánů pro zbytek Ruska. Po ruské únorové revoluci v roce 1917 byla severní část gubernie spojena s Estonskou gubernií a vytvořila novou Autonomní gubernii Estonsko (Autonoomne Eestimaa kubermang).